# Passo de Roncesvales
O passo de Roncesvalles, passo de Roncevaux, ou col d'Ibaneta ou ainda port d'Ibaneta (em castelhano:  Puerto de Ibañeta, é um passo de montanha nos Pirenéus Ocidentais. Situa-se perto da fronteira Espanha-França, mas fica integralmente em território espanhol, no limite entre os municípios de Valcarlos a norte e Roncesvalles a sul. Culmina a 1057 m de altitude.
O nome do passo de Roncesvalles é dado aos lugares incertos onde se disputou a batalha de Roncesvalles em 778, episódio que motivou A Canção de Rolando e uma parte da Crónica do Pseudo-Turpin.
Em 25 de julho de 1813 deu-se no local a Batalha de Roncesvalles entre tropas francesas e a coligação anglo-portuguesa no contexto da Guerra Peninsular (1808–1814). Esta batalha terminou com a derrota britânica e portuguesa.
O passo é local de passagem atual e histórico do Caminho navarro, uma das rotas do Caminho de Santiago percorrido pelos peregrinos que se dirigem a Santiago de Compostela, a mais de 750 km de distância.